# Rowland Hill (poste)
Pour les articles homonymes, voir Rowland Hill et Hill.

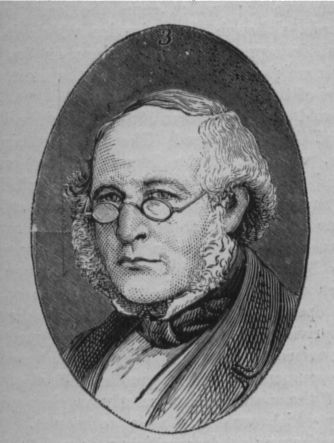
Portrait de Rowland Hill.

Rowland Hill (né le 3 décembre 1795 à Kidderminster et mort le 27 août 1879 à Hampstead) est considéré comme une personnalité importante de l'histoire postale pour avoir réalisé en 1839 la Réforme postale qui bouleversa les régimes postaux européens. Il est enterré au cimetière de Highgate à Londres.
La politique du Postmaster General (directeur général de la poste) qu'il incite à conduire, entraîne une baisse importante des tarifs postaux et l'encouragement du port payé par l'expéditeur au détriment du traditionnel port dû par le destinataire. Des deux moyens proposés aux expéditeurs, ceux-ci préfèrent le timbre postal à l'entier postal. Rowland Hill est considéré comme un des inventeurs du timbre-poste pour avoir fait émettre officiellement le premier d'entre eux, le Penny Black, le 6 mai 1840,.